# Saint-Martin-du-Var
Saint-Martin-du-Var (okzitanisch Sant Martin de Var, italienisch San Martino del Varo) ist eine französische Gemeinde im Département Alpes-Maritimes in der Region Provence-Alpes-Côte d’Azur. Sie gehört zum Arrondissement Nizza, zum Kanton Tourrette-Levens und zur Métropole Nice Côte d’Azur.

## Geographie
Saint-Martin-du-Var liegt in den französischen Seealpen an der Mündung des Flusses L' Esteron. An der westlichen Gemeindegrenze verläuft der Fluss Var. Nachbargemeinden sind La Roquette-sur-Var im Norden, Saint-Blaise im Osten, Carros im Süden, Le Broc im Westen und Gilette im Nordwesten.
Dem Flusstal entlang verläuft die Fernstraße M6202 und die meterspurige Bahnstrecke Nizza – Digne-les-Bains der Chemins de fer de Provence.

## Geschichte
Der Name Saint Martin geht auf eine Villa oder Landhaus aus karolingischer Zeit zurück, die von der Abtei Saint Pons in Nizza errichtet wurde. Bis 1860 hieß der Ort Rochetta-San Martino und danach  bis 1867 La Roquette-Saint Martin. Seitdem trägt das Dorf den heutigen Namen.
Große Überschwemmungen zerstörten in den 1750er Jahren die Siedlung am Ufer des Var mit seinen landwirtschaftlichen Flächen mehrmals vollständig, so dass der Ort an höherer Stelle wiederaufgebaut werden musste. Während des ersten Koalitionskrieges fand bei Gilette im September 1792 eine verlustreiche Schlacht statt, in der die piemontesische Streitkraft es nicht schaffte, die französischen Revolutionstruppen bei Gilette zurückzudrängen.
1845 war die Befestigung zum Schutz gegen Hochwasser am linken Var-Ufer fertiggestellt; seit 1883 ist Saint-Martin-du-Var über die Schmalspurbahn Nizza–Digne-les-Bains erreichbar. 1867 wurden die beiden Dörfer La Roquette und Saint Martin mit ihren Anbauflächen nach einer Abstimmung der Bewohner verwaltungsmäßig voneinander getrennt; man wollte selbständig sein. 1944, während einer deutschen Offensive zwischen dem 19. und 24. August gegen Levens, kamen mehrere Einwohner von Saint-Martin-du-Var ums Leben.

## Wappen
Auf goldenem Grund ist eine blaue Brücke über einem blauen Fluss dargestellt. Darüber befindet sich eine rote flammende Weltkugel. Das Flusssymbol stellt den Fluss Var dar, die rote flammende Weltkugel ist als Attribut des Martin von Tours aufzufassen.

## Bevölkerungsentwicklung
| Jahr      | 1962 | 1968 | 1975 | 1982 | 1990 | 1999 | 2008 | 2018 |
| --------- | ---- | ---- | ---- | ---- | ---- | ---- | ---- | ---- |
| Einwohner | 1072 | 1180 | 1318 | 1528 | 1869 | 2197 | 2541 | 3059 |